# Staten Island Greenbelt

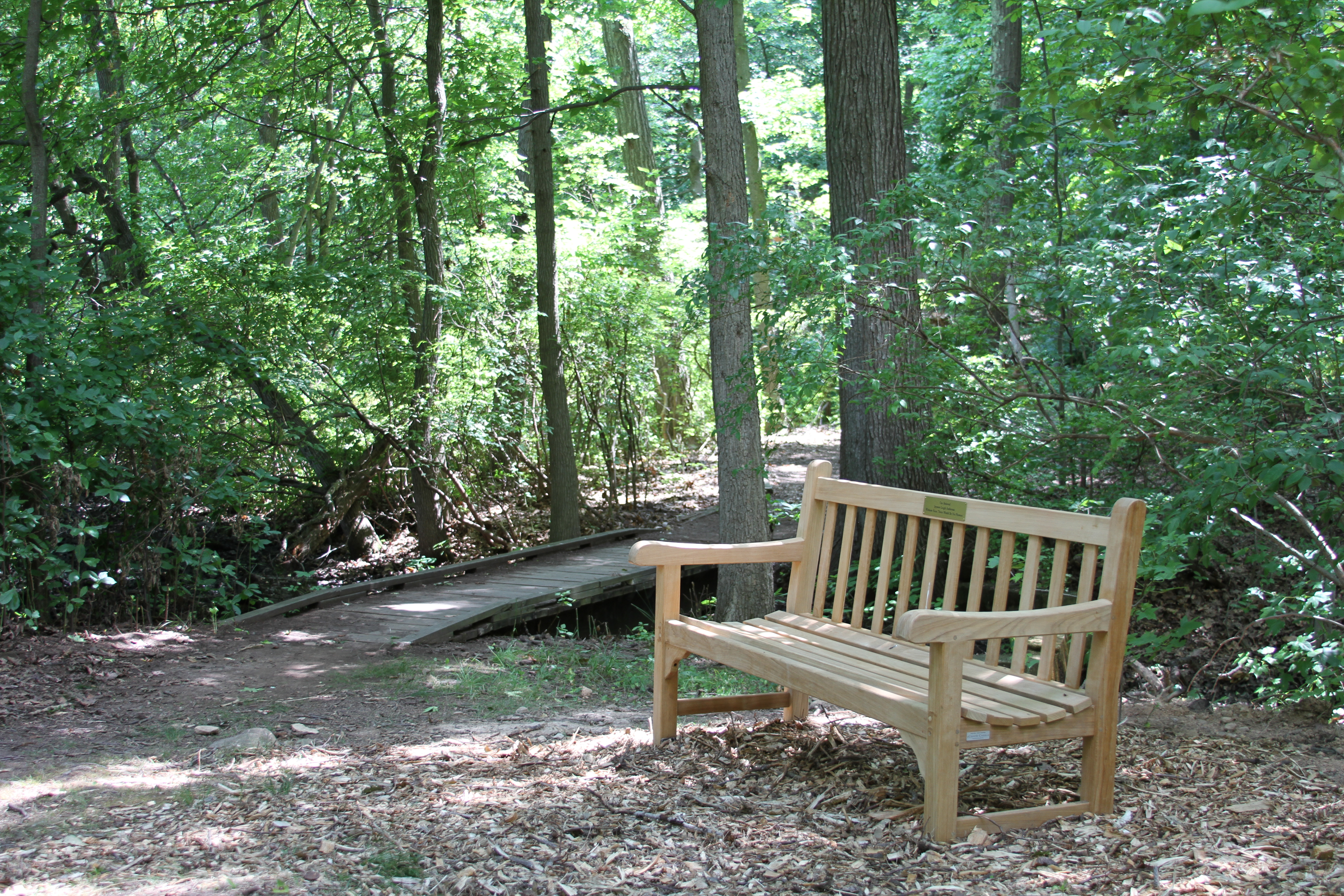
Wandelpad in de Staten Island Greenbelt

De Staten Island Greenbelt is een geheel van aaneensluitende publieke parken en natuurgebieden met een totale oppervlakte van 7,2 km² centraal gelegen op het eiland en in de borough Staten Island van de stad New York. Het gebied wordt beheerd door het New York City Department of Parks and Recreation in samenwerking met de Greenbelt Conservancy.
Enkele van de individuële parken zijn High Rock Park, LaTourette Park, William T. Davis Wildlife Refuge en Willowbrook Park. De 125 m hoge Todt Hill, een kleine heuvelrug en het hoogste punt van de vijf boroughs van New York ligt in de Staten Island Greenbelt. Aan de voet van deze heuvel bevindt zich ook het Moravisch Kerkhof met aanliggende parken.